# NGC 2834
NGC 2834 est une galaxie elliptique située dans la constellation du Lynx. NGC 2834 a été découverte par le physicien irlandais George Stoney en 1850.

## Caractéristiques

### Distance
Sa vitesse par rapport au fond diffus cosmologique est de 7 219 ± 17 km/s, ce qui correspond à une distance de Hubble de 106,5 ± 7,5 Mpc (∼347 millions d'al).
À ce jour, une mesure non basée sur le décalage vers le rouge (redshift) donne une distance d'environ 112,000 Mpc (∼365 millions d'al). Cette valeur est à l'intérieur des valeurs de la distance de Hubble.

### Classification
Notons que la base de données NASA/IPAC classe cette galaxie comme une lenticulaire compacte, mais toutes les autres sources consultées la classent comme une galaxie elliptique.